# Homayoun Behzadi
Homayoun Behzadi (in persiano همایون بهزادی‎) (Khorramabad, 20 giugno 1942 – Tehran, 22 gennaio 2016) è stato un calciatore iraniano.

## Carriera

### Club
A livello di calcio giocato, ha disputato l'intera carriera nel campionato iraniano, vincendolo tre volte.

### Nazionale
Con la maglia della nazionale ha disputato 35 partite e segnato 14 reti, oltre ad aver alzato due volte la Coppa d'Asia.

## Palmarès

### Club
- Campionato iraniano: 3

Persepolis: 1971-72, 1973-1974, 1975-76

### Nazionale
- Coppa d'Asia: 2

1968, 1972

### Individuale
- Capocannoniere della  Coppa d'Asia: 1

Iran 1968 (4 reti, a pari merito con Moshe Romano e Giora Spiegel)